# Ronde van Spanje 2010/Vierde etappe
De vierde etappe van de Ronde van Spanje 2010 werd verreden op dinsdag 31 augustus 2010. Het was een overgangsetappe van Málaga naar Valdepeñas de Jaén over een afstand van 170 km.

## Verslag
De Duitser Dominik Roels, de Italiaan Dario Cataldo, de Fransman Guillaume Bonnafond en de Spanjaard Sergio Carrasco Garcia reden voor het peloton uit tot op een goede 15 km van de streep. Op de slotklim van 2 km lang met stijgingspercentages tot 25% waren er enkele aanvallen, zo ook van de Spanjaard Joaquim Rodríguez, de tweede in het klassement. Hij kon echter niet weggeraken, en werd nog voorbijgereden door zijn landgenoot Igor Antón, die won voor de Italiaan Vincenzo Nibali en de Slowaak Peter Velits. De Belg Philippe Gilbert werd vijfde, en behield zijn rode leiderstrui. Fränk Schleck en Carlos Sastre, favorieten op de eindzege, verloren respectievelijk 19" en 1'34".

## Uitslagen
| Plaats  | Naam               | Ploeg              | Tijd     |
| ------- | ------------------ | ------------------ | -------- |
| Winnaar | Igor Antón         | Euskaltel-Euskadi  | 5u00'28" |
| 2       | Vincenzo Nibali    | Liquigas           | + 0'01"  |
| 3       | Peter Velits       | Team HTC-Columbia  | z.t.     |
| 4       | Joaquim Rodríguez  | Katjoesja          | z.t.     |
| 5       | Philippe Gilbert   | Omega Pharma-Lotto | + 0'05"  |
| 6       | Tejay van Garderen | Team HTC-Columbia  | + 0'08"  |
| 7       | Ezequiel Mosquera  | Xacobeo-Galicia    | + 0'12"  |
| 8       | Nicolas Roche      | AG2R               | z.t.     |
| 9       | Rubén Plaza        | Caisse d'Epargne   | z.t.     |
| 10      | Rigoberto Urán     | Caisse d'Epargne   | + 0'19"  |
|         |                    |                    |          |
| 16      | Laurens ten Dam    | Rabobank           | + 0'28"  |

| Plaats    | Naam               | Ploeg              | Tijd      |
| --------- | ------------------ | ------------------ | --------- |
| Rode trui | Philippe Gilbert   | Omega Pharma-Lotto | 13u56'30" |
| 2         | Igor Antón         | Euskaltel-Euskadi  | + 0'10"   |
| 3         | Joaquim Rodríguez  | Katjoesja          | z.t.      |
| 4         | Vincenzo Nibali    | Liquigas           | + 0'12"   |
| 5         | Peter Velits       | Team HTC-Columbia  | + 0'16"   |
| 6         | Tejay van Garderen | Team HTC-Columbia  | + 0'29"   |
| 7         | Xavier Tondó       | Cervélo            | + 0'49"   |
| 8         | Fränk Schleck      | Team Saxo Bank     | + 0'50"   |
| 9         | Rubén Plaza        | Caisse d'Epargne   | + 0'54"   |
| 10        | Ezequiel Mosquera  | Xacobeo-Galicia    | + 0'55"   |
|           |                    |                    |           |
| 20        | Laurens ten Dam    | Rabobank           | + 2'08"   |

## Nevenklassementen
| Plaats      | Naam              | Ploeg              | Punten |
| ----------- | ----------------- | ------------------ | ------ |
| Groene trui | Igor Antón        | Euskaltel-Euskadi  | 41     |
| 2           | Philippe Gilbert  | Omega Pharma-Lotto | 37     |
| 3           | Joaquim Rodríguez | Katjoesja          | 34     |

| Plaats                | Naam             | Ploeg           | Punten |
| --------------------- | ---------------- | --------------- | ------ |
| Bolletjestrui (blauw) | Serafín Martínez | Xacobeo-Galicia | 13     |
| 2                     | Dario Cataldo    | Quick-Step      | 8      |
| 3                     | David Moncoutié  | Cofidis         | 6      |
|                       |                  |                 |        |
| 5                     | Niki Terpstra    | Team Milram     | 5      |

| Plaats     | Naam                | Ploeg             | Punten |
| ---------- | ------------------- | ----------------- | ------ |
| Witte trui | Vincenzo Nibali     | Liquigas          | 21     |
| 2          | Guillaume Bonnafond | AG2R              | 93     |
| 3          | Egoi Martínez       | Euskaltel-Euskadi | 108    |

| Plaats | Ploeg              | Tijd      |
| ------ | ------------------ | --------- |
|        | Caisse d'Epargne   | 41u23'24" |
| 2      | Katjoesja          | + 1'05"   |
| 3      | Omega Pharma-Lotto | + 1'18"   |

## Opgaven
- Bernard Eisel (Team HTC-Columbia)

1e etappe ·
2e etappe ·
3e etappe ·
4e etappe ·
5e etappe ·
6e etappe ·
7e etappe ·
8e etappe ·
9e etappe ·
10e etappe ·
11e etappe ·
12e etappe ·
13e etappe ·
14e etappe ·
15e etappe ·
16e etappe ·
17e etappe ·
18e etappe ·
19e etappe ·
20e etappe ·
21e etappe
Startlijst · Eindstanden · Afbeeldingen